# Josée Marcotte
Josée Marcotte, née en 1980, est une romancière, poète ainsi que rédactrice-réviseuse québécoise.

## Biographie
Josée Marcotte publie des romans et des recueils tant au Québec qu'en France en plus d'être rédactrice-réviseuse.
Elle fait paraître Les Amazones (L'Instant même, 2012), Hikikomori (L'Instant même, 2014), La petite Apocalypse illustrée (Publie.net, 2012) ainsi que Marge (Publie papier, 2013),,,.
Josée Marcotte signe des textes dans de nombreuses revues et collectifs en plus de donner des conférences et de produire des œuvres multimédias et numériques dont « Chœur(s) » de Productions Rhizome.
Elle reçoit la bourse de mentorat Première Ovation en plus d'obtenir une mention spéciale du Prix Piché de poésie ainsi qu'une bourse de création du Conseil des arts et des lettres du Québec,,.

## Œuvres

### Romans et nouvelles
- Femmes d'Apocalypses, Longueuil, L'instant même, 2023, 128 p. (ISBN 978-2-89502-477-4)
- Les Amazones, Québec, L'Instant même, 2012, 91 p. (ISBN 9782895023289)
- Hikikomori, Québec, L'Instant même, 2014, 164 p. (ISBN 9782895023586)
- La princesse au petit pois. -  Editions Ada inc, 2022. - 216 p. - (Collection Les Contes interdites). -  (ISBN 9782898080616). - D'après un conte d'Hans Christian Andersen.

### Poésie
- La petite Apocalypse illustrée, France, Publie.net, 2012, n.p.  (ISBN 9782814505780)
- Marge, France, Publie papier, 2013, 202 p. (ISBN 9782814593220)

### Essais
- La sœur de l'autre, Isabelle Rimbaud. - Montréal (Canada) : Hamac, 2022. - 320 p. -  (ISBN 9782925087588)

## Prix et honneurs
- 2012 - Mention spéciale : Prix Piché de poésie[5]